# Saint-Bonnet-de-Salers
Saint-Bonnet-de-Salers é uma comuna francesa na região administrativa de Auvérnia-Ródano-Alpes, no departamento de Cantal. Estende-se por uma área de 33,5 km². Em 2010 a comuna tinha 280 habitantes (densidade: 8,4 hab./km²).